# Division 2 1956-1957
La stagione della Division 2 1956-1957 è stata la diciottesima edizione della Division 2, la seconda divisione del calcio francese. È stata vinta dall'Olympique Alès, che conquista il suo secondo titolo.
Capocannoniere del torneo è stato Fernand Devlaminck (Lilla), con 27 gol.

## Classifica finale
|  | Pos. | Squadra           | Pt | G  | V  | N  | P  | GF | GS | DR  |
|  | ---- | ----------------- | -- | -- | -- | -- | -- | -- | -- | --- |
|  | 1    | Olympique Alès    | 56 | 38 | 24 | 8  | 6  | 58 | 36 | +22 |
|  | 2    | Béziers           | 53 | 38 | 20 | 13 | 5  | 58 | 38 | +20 |
|  | 3    | Lilla             | 52 | 38 | 21 | 10 | 7  | 99 | 51 | +48 |
|  | 4    | Troyes            | 45 | 38 | 17 | 11 | 10 | 71 | 46 | +25 |
|  | 5    | Bordeaux          | 43 | 38 | 15 | 13 | 10 | 67 | 48 | +19 |
|  | 6    | Grenoble          | 41 | 38 | 16 | 9  | 13 | 63 | 49 | +14 |
|  | 7    | Tolone            | 41 | 38 | 18 | 5  | 15 | 70 | 56 | +14 |
|  | 8    | Le Havre          | 41 | 38 | 15 | 11 | 12 | 62 | 55 | +7  |
|  | 9    | Rouen             | 40 | 38 | 16 | 8  | 14 | 64 | 48 | +16 |
|  | 10   | Stade Français    | 39 | 38 | 14 | 11 | 13 | 53 | 51 | +2  |
|  | 11   | Montpellier       | 38 | 38 | 16 | 6  | 16 | 56 | 71 | −15 |
|  | 12   | Sète              | 37 | 38 | 14 | 9  | 15 | 47 | 53 | −6  |
|  | 13   | Nantes            | 36 | 38 | 13 | 10 | 15 | 56 | 64 | −8  |
|  | 14   | Perpignan         | 36 | 38 | 12 | 12 | 14 | 35 | 44 | −9  |
|  | 15   | Roubaix-Tourcoing | 32 | 38 | 14 | 4  | 20 | 49 | 55 | −6  |
|  | 16   | Besançon          | 32 | 38 | 13 | 6  | 19 | 46 | 60 | −14 |
|  | 17   | Pays d'Aix        | 29 | 37 | 12 | 5  | 20 | 41 | 58 | −17 |
|  | 18   | Cannes            | 27 | 38 | 7  | 13 | 18 | 39 | 60 | −21 |
|  | 18   | CA Paris          | 23 | 38 | 6  | 11 | 21 | 41 | 82 | −41 |
|  | 20   | Red Star          | 21 | 38 | 7  | 7  | 24 | 42 | 88 | −46 |

Legenda:
      Promosso in Division 1 1957-1958.
  Partecipa agli spareggi promozione-retrocessione.
      Retrocesse.
Regolamento:
Due punti a vittoria, uno a pareggio, zero a sconfitta.

## Spareggi

### Spareggio promozione-retrocessione
La squadra classificatasi al 3º posto incontra la 16ª classificata di Division 1.
|        | Risultati |        | Luogo e data   |
| ------ | --------- | ------ | -------------- |
| Rennes | 2-0       | Lilla  | 2 giugno 1957  |
| Lilla  | 3-1       | Rennes | 8 giugno 1957  |
| Lilla  | 2-1       | Rennes | 17 giugno 1957 |
|        |           |        |                |